# Luci Escriboni Libó (sogre de Sext Pompeu)
Luci Escriboni Libó (llatí: Lucius Scribonius Libo) va ser un magistrat romà, sogre de Sext Pompeu. Formava part de la gens Escribònia, i de la família dels Escriboni Libó, d'origen plebeu.
La seva activitat comença el 56 aC, any en què va ser elegit tribú de la plebs, i va donar suport al punt de vista de Gneu Pompeu sobre Egipte i el cas de Ptolemeu XII Auletes.
En esclatar la guerra civil l'any 49 aC va estar al costat de Pompeu, que li va confiar el comandament d'Etrúria, però la ràpida arribada de Juli Cèsar i l'entusiasme amb que va ser rebut pel poble, el va fer retirar d'Etrúria i es va unir als cònsols a Campània des d'on va sortir amb la resta de pompeians cap a Brundusium i després a Grècia. Estant a Brundusium Cèsar li va enviar un negociador de nom Canini Rèbil, molt amic de Libó, per aconseguir la reconciliació amb Pompeu, però la negociació no es va fer.
Va seguir al costat de Pompeu i juntament amb Marc Octavi va dirigir la flota de Libúrnia i de la mar Egea, com a llegats de Bíbul, comandant suprem de la flota pompeiana. Va aconseguir algunes victòries sobre els almiralls de Cèsar a Dalmàcia: Dolabel·la va ser expulsat de la zona de Dalmàcia i Gai Antoni va ser derrotat i fet presoner.
Després es va reunir amb Bíbul i quan aquest va morir poc després, sembla que va agafar la comandància suprema de la flota, encara que formalment no s'havia designat a ningú. Amb mig centenar de vaixells es va presentar davant de Brundusium per bloquejar la ciutat on era Marc Antoni, amb part de les tropes de Juli Cèsar, a l'espera de creuar a Grècia. Va ser derrotat per Marc Antoni i es va haver de retirar, permetent a Marc Antoni creuar cap a Grècia.
No se'n sap res de Libó durant un temps, però segurament no es va sotmetre a Cèsar després de la batalla de Farsàlia i es va unir amb els del seu partit que encara estaven en armes. Mort el dictador el 44 aC era a Hispània al costat de Sext Pompeu, a favor del qual va escriure les autoritats romanes. No es va separar de Sext i el 40 aC se'l menciona com un dels que va acompanyar a Júlia, que s'havia refugiat a Sicília després de la guerra de Perusa, cap a l'Orient on era Marc Antoni. Aquest fet va alarmar a Octavi que temia una unió entre Sext Pompeu, que dominava la mar, i Marc Antoni. Octavi, per consell de Mecenàs, va proposar casar-se amb Escribònia, germana de Libó, tot i que era més gran que ell, per tal de buscar la divisió entre Pompeu i Marc Antoni. Aquest matrimoni, que es va celebrar poc després, va obrir el camí de la pau entre els triumvirs i Pompeu, pau que va ser negociada l'any 39 pel mateix Libó, que havia creuat de Sicília a Itàlia i després es va establir a Misenum. Quan la guerra es va renovar l'any 36 aC Libó va continuar lleial a Pompeu inicialment, fins que, quan va veure que la seva causa no podia guanyar, el va abandonar (35  aC).
L'any 34 va ser cònsol junt amb Marc Antoni, tal com s'havia acordat a la pau de Misenum. Com que el seu nom no torna a sortir a la història, se suposa que va morir no gaire temps després.